# Герб Козятинського району
Герб Козя́тинського райо́ну — офіційний символ Козятинського району Вінницької області, затверджений 20 квітня 2007 року сесією районної ради.

## Опис
Щит поділений вилоподібним хрестом на синє, зелене і золоте поля. В його центрі розміщені золоті вітряк, над яким — шістнадцятипроменеве сонце з людським обличчям. У нижній частині герба срібне крилате колесо — символ залізниці. Обабіч вітряка золоті колоски, перевиті знизу синьо-жовтою стрічкою з написом червоними літерами «Козятинщина».

## Символіка
Кольори символізують географічне розташування краю на межі трьох історичних земель — Волині, Київщини та Поділля. Зображення на гербі вітряка зумовлене тим, що він є візитівкою району і одним з основних атрибутів музею хліба в селі Білопілля. Срібне колесо в нижній частині щита засвідчує розвиток залізничної інфраструктури району. Віночок з хлібних колосків підкреслює мирну працю жителів.